# Moderaternas företagarråd
Företagarrådet, är ett nätverk i Moderaterna som inrättades av partistyrelsen under 2016. 
Nätverket har som syfte att jobba för ett bättre företagsklimat i Sveriges kommuner. 2017-06-30 hade Företagarrådet över 110 lokala företagarråd. 
I ett företagarråd jobbar lokala företagare och moderata företrädare för ett bättre företagsklimat. Företagarna behöver inte vara moderata medlemmar eller sympatisörer, utan bara intresserade av att få till stånd ett bättre företagsklimat i sin kommun. Riksdagsledamoten Jörgen Warborn var företagarrådets första nationella ordförande.  

## Ordföranden
- Jörgen Warborn, 2016–2019[3]
- Anna af Sillén, 2019–[4]